# Фосса-Кароліна
48°59′09″ пн. ш. 10°55′27″ сх. д. / 48.985874031434° пн. ш. 10.924146758011° сх. д.
Фосса-Кароліна (нім. Karlsgraben; лат. Fossa carolina) — судноплавний канал каролінзької епохи, що фрагментарно зберігся, з'єднував річки Швабський Рецат і Альтмюль в сучасній Баварії, між містами Вайсенбург і Тройхтлінген. 
Прокладений в 790-х роках за наказом Карла Великого канал мав з'єднати річкові системи Рейну і Дунаю, що впадають у Північне і Чорне моря , і служив, ймовірно, для полегшення торгівлі у Франкському королівстві.
Згідно з сучасними уявленнями, підготовчі роботи для будівництва каналу розпочалися в 792 році; прокладання самого каналу фактично повністю здійснено 793 року. Поширене твердження, що пізній початок будівництва, який збігся з періодом осінніх дощів, що вкрай утруднювали роботу, призвів до зупинки робіт, розглядається зараз як таке, яке не заслуговує на довіру, оскільки численні джерела періоду правління Карла Великого оповідають про завершений і використовуваний за призначенням канал. 
Ту обставину, що Фосса-Кароліна був згодом покинутий, можна пояснити технічними труднощами його експлуатації. 
З іншого боку, не виключено, що канал залишався судноплавним протягом більш тривалого часу 
.
Восени 2012 року і влітку 2016 року на одному з відрізків каналу почалися великі археологічні дослідження університетів Єни та Лейпцига у співпраці з Баварським комітетом із захисту історичної спадщини, які встановили, що канал на всій довжині мав ширину 3—5 метрів і ймовірно глибину 70 см. 
При цьому для зміцнення берегової лінії використали багато десятків тисяч дубових паль, заготовлених, згідно з даними дендрохронологічного аналізу, влітку 792 — восени 793 років.
Що, своєю чергою, корелює зі свідченнями Annales regni Francorum та Анналами Ейнхарда, згідно з якими Фосса-Кароліна була облаштована восени 793 року та Карл Великий особисто контролював його будівництво 
.
На початок XXI століття сліди земляних робіт простежуються на значній відстані колишнього каналу, безпосередньо заповнена водою ділянка завдовжки близько 1200 м з максимальною глибиною 5 м.
Канал починається в селищі Грабен, де він має вигляд невеликого ставка, від якого він тягнеться на північ паралельно існуючій лінії залізниці. 
Тут же починаються вали вийнятої землі, вкриті лісом, висота яких поступово підвищується, а сам канал поступово сходить нанівець, і біля будинку, що стоїть біля залізниці, жодних слідів не видно. Але за залізницею вали виникають знову й утворюють чітко помітну улоговину, яка також зникає в бік автодороги № 2.
Біля самого будинку є своєрідна криниця, що має вигляд пам'ятника, напис на якій говорить, що тут проходить вододіл між басейнами Чорного та Північного морів.
У XIX столітті цей проєкт надихнув короля Баварії Людвіга I на будівництво Людвіг-каналу, який відкрито в 1846 році. 